# Lijst van schilderijen in het Centraal Museum/F
Lijst van schilderijen in het Centraal Museum met werken van schilders van wie de achternaam begint met de letter F. Vermeldingen in het grijs geven aan dat het werk geen deel meer uitmaakt van de collectie van het Centraal Museum, bijvoorbeeld omdat het in bruikleen gegeven is aan een andere instelling of omdat het teruggegeven is aan de bruikleengever.
| Inventarisnummer | Toeschrijving       | Titel                                                 | Datering      | Afbeelding |
| ---------------- | ------------------- | ----------------------------------------------------- | ------------- | ---------- |
| 22070            | Henri Fantin-Latour | Stilleven met druiven en perziken                     | Ca. 1870      |            |
| 22067            | Henri Fantin-Latour | Stilleven met perziken en druiven                     | 1873          |            |
| 22065            | Henri Fantin-Latour | Meisjesportret                                        | 1879          |            |
| 21840            | Henri Fantin-Latour | Ouverture Manfred                                     | Ca. 1880      |            |
| 22113            | Henri Fantin-Latour | Ariadne auf Naxos (Méditation)                        | 1882          |            |
| 21791            | Henri Fantin-Latour | Pastorale                                             | Ca. 1895      |            |
| 7020             | Edgar Fernhout      | Dubbelportret                                         | 1932          |            |
| 11139            | Edgar Fernhout      | Bouquet                                               | 1937          |            |
| 23889            | Edgar Fernhout      | Interieur                                             | 1951          |            |
| 23890            | Edgar Fernhout      | Boslaan in voorjaar                                   | 1960-1961     |            |
| 23042            | Edgar Fernhout      | Herfst                                                | 1968          |            |
| 29310            | Rik Fernhout        | Zonder titel                                          | 2001          |            |
| 22111            | Guillaume Fouace    | Le pâte en croûte                                     | 1884          |            |
| 2521             | Jean Fournier       | Portret van Willem Nicolaas Pesters                   | 1752          |            |
| 27859            | Frans Franciscus    | Parelvissers                                          | 1988          |            |
| 27331            | Frans Franciscus    | The king's lost shoes                                 | 1989          |            |
| 27330            | Frans Franciscus    | Last supper (a miracle happened)                      | 1990          |            |
| 31702            | Frans Franciscus    | Decoronation. An allegory on violence (after Baburen) | 2003          |            |
| 9058             | Jan Franken         | Portret van jhr. E. van Weede van Dijkveld            | Ca. 1880-1900 |            |
| 28823            | Alphons Freijmuth   | De rustende detective                                 | 1971          |            |
| 28907            | Alphons Freijmuth   | Eva                                                   | 1980          |            |
| 26609            | Marliz Frencken     | Het schoolmeisje                                      | 1987          |            |
| 26610            | Marliz Frencken     | Mallen                                                | 1987          |            |
| 12016            | Louise Fritzlin     | Lezende vrouw                                         | 1898          |            |
| 12022            | Louise Fritzlin     | Terug van de groentemarkt                             | 1905          |            |
| 12023            | Louise Fritzlin     | Liggend hondje                                        | 1906          |            |
| 12025            | Louise Fritzlin     | Zittende Larense boerin                               | 1907          |            |
| 12030            | Louise Fritzlin     | Moeder en kind                                        | 1908          |            |
| 12034            | Louise Fritzlin     | Fokeltje in landschap                                 | 1908          |            |
| 12037            | Louise Fritzlin     | Zelfportret                                           | 1908          |            |
| 12042            | Louise Fritzlin     | Moeder met kind op schoot                             | 1908          |            |
| 12046            | Louise Fritzlin     | Fokeltje                                              | 1908          |            |
| 12053            | Louise Fritzlin     | Zelfportret met donkere hoed                          | 1909          |            |
| 12056            | Louise Fritzlin     | Slapend broertje van Fokeltje                         | 1909          |            |
| 12058            | Louise Fritzlin     | Zelfportret met donkere hoed                          | 1909          |            |
| 29981            | Bernard Frize       | Hutte                                                 | 1991          |            |